# Fernand Rigaux
| Asteroidi scoperti: 8 | Asteroidi scoperti: 8 | Asteroidi scoperti: 8 |
| --------------------- | --------------------- | --------------------- |
| 1292 Luce             | 17 settembre 1933     |                       |
| 1378 Leonce           | 21 febbraio 1936      |                       |
| 1458 Mineura          | 1º settembre 1937     |                       |
| 1555 Dejan            | 15 settembre 1941     |                       |
| 3280 Grétry           | 17 settembre 1933     |                       |
| 4908 Ward             | 17 settembre 1933     |                       |
| 7000 Curie            | 6 novembre 1939       |                       |
| 19911 Rigaux          | 26 marzo 1933         |                       |

Fernand Rigaux (1905 – 1962) è stato un astronomo belga.
Ha lavorato presso l'Osservatorio Reale del Belgio a Uccle. Nel 1951 insieme al suo collega Sylvain Julien Victor Arend ha scoperto la cometa periodica 49P/Arend-Rigaux.
Rigaux ha anche scoperto otto asteroidi.
Gli è stato dedicato postumo l'asteroide 19911 Rigaux da lui stesso scoperto..